# Highland games
Os Highland games (literalmente jogos das Terras Altas) são festivais anuais realitzados na Escócia e outros países com cultura celta. Em tais festivais ocorrem eventos de força, música e dança. A origem remonta ao rei Malcolm III da Escócia que foi o primeiro a convocar a população de uma cidade escocesa a fim de escolher o corredor mais rápido da região e fazer dele o mensageiro real. Existem documentos que se referem a jogos semelhantes aos atuais por volta do ano 1703.
1. ↑  «Scots Heritage Magazine». www.scotsheritagemagazine.com. Consultado em 12 de junho de 2019. Cópia arquivada em 22 de setembro de 2016